# Caudatella edmundsi
Caudatella edmundsi är en dagsländeart som först beskrevs av Allen 1959.  Caudatella edmundsi ingår i släktet Caudatella och familjen mossdagsländor. Inga underarter finns listade i Catalogue of Life.